# Don Gorske
Donald A. Gorske (28 de novembro de 1953, Fond du Lac, Wisconsin) é um recordista americano e entusiasta de Big Macs. Ele ficou famoso por ter comido mais de 25000 hambúrgeres Big Macs, da cadeia de fast foods McDonalds, em toda sua vida. Já conquistou em 2006 um lugar no Guinness Book of Records (O Livro dos Recordes). Gorske afirma que 90% de seu consumo total de alimentos sólidos seja de Big Macs. Ele pode ser visto nos documentários Super Size Me (2004), de Morgan Spurlock (documentário indicado ao Oscar), e Don Gorske: Mac Daddy (2005). É o autor de 22,477 Big Macs.